# Motohiro Yoshida
Motohiro Yoshida (jap. 吉田 宗弘 Yoshida Motohiro; ur. 25 sierpnia 1974 w Suicie) – japoński piłkarz występujący na pozycji bramkarza.

## Kariera klubowa
Od 1997 do 2011 roku występował w klubach Kashiwa Reysol, Gamba Osaka, Cerezo Osaka, Avispa Fukuoka i FC Machida Zelvia.